# Сперанский, Валентин Николаевич
Валентин Николаевич Сперанский (1877—1957) — российский, советский и французский юрист, философ

-социолог, педагог, политолог, публицист, литературовед и общественный деятель.

## Биография
Родился 18 апреля 1877 года[по какому календарю?] в Москве в семье действительного тайного советника, лейб-медика Николая Васильевича Сперанского.
Окончил юридический факультет Императорского Московского университета.
С 1903 года состоял приват-доцентом Императорского Санкт-Петербургского университета по кафедре философии права. Также В. Сперанский читал лекции на «Высших коммерческих курсах М. В. Побединского».
Неоднократно выступал против гонений на евреев в высшей школе (в 1906 году добился отмены распоряжения ο выселении из Санкт-Петербурга евреек, обучавшихся на Высших женских курсах, где преподавал).
Общение с членом-корреспондентом Петербургской Императорской академии наук по разряду восточных языков Даниилом Авраамовичем Хвольсоном существенно облегчило В. Н. Сперанскому возможность изучить памятники еврейской письменности; результатом изучения истории еврейской философии явился труд Сперанского под заглавием «Религиозно-общественный идеал Израиля», основные положения которого получили развитие в его последующем труде «Общественная роль философии».
Убежденный апологет этики иудаизма, Валентин Николаевич Сперанский резко расходится с немецким философом Георгом Вильгельмом Фридрихом Гегелем в истолковании исторических судеб еврейского народа, сумевшего — по его словам — «сохранить в течение столетий неустанное стремление к общественной справедливости и духовной свободе, всегда его отличавшее»: евреи не только дали миру религию, но «первые внесли серьезную и критическую сознательность в дело веры» и в этом смысле создали философию религии как проповедь высокой общественной морали в духе гуманности и демократии.
Вскоре после октябрьского переворота (за «контр-революционность») Сперанский был отстранён большевиками от преподавательской деятельности и он, лишённый средств к существованию эмигрировал в Ревель, а затем во Францию и с 1925 года проживал в городе Париже. С 1928 года читал лекции в столичном университете.
Перу Сперанского принадлежит также ряд статей по еврейскому вопросу и, в частности, — характеристика воззрений на этот вопрос графа Льва Николаевича Толстого. Помимо этого он был одним из авторов «Энциклопедического словаря Брокгауза и Ефрона», «Еврейской энциклопедии Брокгауза и Ефрона» и «Нового энциклопедического словаря».
Заслуги учёного были отмечены орденом Почетного легиона (1928).
Умер 9 ноября 1957 года в Париже и был похоронен на Кладбище Сент-Женевьев-де-Буа.